# Rim-Anum
Rim-Anum war ein König der 6. und letzten Dynastie von Uruk, der um das Jahr 1805 v. Chr. herrschte. Die genauen Regierungsdaten sind nicht bekannt. Sein Vorgänger war Irdanene (1818 – ? v. Chr.), sein Nachfolger und letzter König von Uruk war Nabi-Ilischu (? – 1802 v. Chr.). Nach dessen Regierungszeit fiel Uruk an die Könige von Larsa und anschließend an das Alt-Babylonische Reich. Rim-Anum führte den Titel Lu-Gal, die sumerische Bezeichnung für „König“, übersetzt etwa gleichbedeutend mit „Großer Mann“ oder „Großer Mensch“.

## Herrschaft
Rim-Anum zählt zu den elamitischen Herrschern, denen es als von Norden vordringende Eroberer gelang, sich Teile von Babylonien untertan zu machen. Ein Textbruchstück berichtet, dass Rim-Anum seine zerstreuten Leute wieder zusammenführte – vielleicht ein Hinweis darauf, dass er die geschwächte Zentralgewalt in Uruk wieder herstellte. Weiterhin sind Siege Rim-Anums gegen das „Land von Emmutbaal“ sowie die verbündeten Truppen von Eschnunna, Isin und Kazallu belegt, die versuchten, sein Land zu plündern.
In den erhaltenen Wirtschaftstexten aus der Regierungszeit Rim-Anums werden die Orte Subartu, Ašnunnak, Ašuru oder Asiru (Assyrien), Gutû, Amuru (Martu) genannt; demnach unterhielt Rim-Anum wirtschaftliche und womöglich auch machtpolitische Beziehungen bis nach Mesopotamien und in die östlich Uruks gelegenen Gebirgsländer.
Die historische Quellenlage ist allerdings so dünn, dass weder seine genaue Regierungszeit bekannt ist, noch in welcher Stadt er residierte, welchen Einfluss seine Regierung auf das Land hatte oder in welchem Kontext seine Eroberungen zum gleichzeitigen Vordringen der Könige von Babel stehen.